# Chiara Olivieri
Chiara Olivieri (* 9. September 1979 in Negrar) ist eine italienische Curlerin.

## Karriere
Olivieri spielte erstmals international bei der Curling-Juniorenchallenge 2001, dem damaligen Qualifikationsturnier für die Juniorenweltmeisterschaft. Als Lead im von Diana Gaspari geführten Team kam sie auf den dritten Platz. Im gleichen Jahr spielte sie erstmals bei der Europameisterschaft, wieder unter Diana Gaspari. Es folgten weitere Europameisterschaften auf wechselnden Positionen. Die beste Platzierung erreichte sie bei der Europameisterschaft 2017, bei der sie als Ersatzspielerin mit dem italienischen Damenteam die Bronzemedaille gewann. Bei der Mixed-Europameisterschaft gewann sie 2006 die Silbermedaille. Sie hat mehrfach an der Weltmeisterschaft teilgenommen; die beste Platzierung erreichte sie 2004 mit einem neunten Platz als Ersatzspielerin.
Im November 2017 zog sie mit der italienischen Mannschaft um Diana Gaspari als Ersatzspielerin beim Qualifikationsturnier für die Olympischen Winterspiele 2018 in das Finale gegen China ein, verlor aber das Spiel gegen die Mannschaft um Wang Bingyu. Da auch das Spiel um den zweiten Qualifikationsplatz gegen das Team aus Dänemark um Denise Dupont verloren ging, verpasste sie die Teilnahme an den Spielen in Pyeongchang.

## Privatleben
Olivieri ist verheiratet und arbeitet als Sekretärin.